# Accra Great Olympics FC
Accra Great Olympics Football Club w skrócie Accra Great Olympics FC – ghański klub piłkarski grający w pierwszej lidze ghańskiej, mający siedzibę w mieście Akra.

## Sukcesy
- I liga[1]
  - mistrzostwo (4): 1980, 1981, 1988, 2002.

- Puchar Ghany[2]:
  - zwycięstwo (3): 1975, 1983, 1995.
  - finał (1): 1999.

## Występy w afrykańskich pucharach
| Sezon | Rozgrywki                 | Runda       | Kraj                     | Klub                    | Dom | Wyjazd | Dwumecz      |
| ----- | ------------------------- | ----------- | ------------------------ | ----------------------- | --- | ------ | ------------ |
| 1971  | Puchar Mistrzów           | 1           | Kenia                    | Abaluhya United         | 3–1 | 0–0    | 3–1          |
| 1971  | Puchar Mistrzów           | 2           | Madagaskar               | MMM Tamatave            | 4–0 | 1–2    | 5–2          |
| 1971  | Puchar Mistrzów           | ćwierćfinał | Uganda                   | Coffee United SC        | 2–0 | 0–0    | 2–0          |
| 1971  | Puchar Mistrzów           | półfinał    | Ghana                    | Asante Kotoko SC        | 1–1 | 0–1    | 1–2          |
| 1975  | Puchar Mistrzów           | 1           | Nigeria                  | Enugu Rangers           | 0–2 | 1–2    | 1–4          |
| 1984  | Puchar Zdobywców Pucharów | 1           | Mali                     | Djoliba Athletic Club   | 0–0 | 4–0    | 4–0          |
| 1984  | Puchar Zdobywców Pucharów | 2           | Wybrzeże Kości Słoniowej | ASEC Mimosas            | 2–1 | 0–2    | 2–3          |
| 1992  | Puchar Zdobywców Pucharów | 1           | Liberia                  | Invincible Eleven       | 0–1 | 2–0    | 2–1          |
| 1992  | Puchar Zdobywców Pucharów | 2           | Zair                     | DC Motema Pembe         | 1–0 | 2–4    | 3–4          |
| 1996  | Puchar Zdobywców Pucharów | 1           | Senegal                  | AS Douanes              | –   | –      | –            |
| 1999  | Puchar CAF                | 1           | Burkina Faso             | Étoile Filante Wagadugu | 3–2 | 0–2    | 3–4          |
| 2000  | Puchar Zdobywców Pucharów | ćwierćfinał |                          | Al-Ittihad Trypolis     | 2–0 | 0–2    | 2–2 (k. 2–3) |

## Stadion
Domowe mecze klub rozgrywa na stadionie o nazwie Ohene Djan Sports Stadium w Akrze, który może pomieścić 40000 widzów.